# قرار مجلس الأمن التابع للأمم المتحدة رقم 256
قرار مجلس الأمن التابع للأمم المتحدة القرار رقم 256، الذي اعتمد بالإجماع في 16 أغسطس 1968، بعد أن شنت إسرائيل هجومين جويين على الأردن، فقد أعلن المجلس أنه لا يمكن التغاضي عن الانتهاكات الجسيمة لوقف إطلاق النار. وأعرب المجلس عن أسفه للخسائر في الأرواح والأضرار الفادحة بالممتلكات وأدان الهجمات العسكرية الأخرى التي تشنها إسرائيل بوصفها انتهاكات صارخة للميثاق، محذرًا من أنه إذا تكررت هذه الهجمات، فإن المجلس سيراعي على النحو الواجب عدم الامتثال لهذا القرار.